# Anziza Salema
Anziza Salema là một ca sĩ SalegyBaôsa có nguồn gốc cá nhân và âm nhạc nằm trong Sakalava văn hóa Boina của Madagascar.

## Danh sách đĩa hát
- Mahaiza Mipetraka (1999)
- Ameolalana (2004)

### Tổng hợp
- Tài năng de Madagascar Tập. 1 (2006) [1]